# Ixodes taglei
Ixodes taglei este o specie de căpușe din genul Ixodes, familia Ixodidae, descrisă de Glen M. Kohls în anul 1969. Conform Catalogue of Life specia Ixodes taglei nu are subspecii cunoscute.